# Luftangriff auf Damaskus und Homs

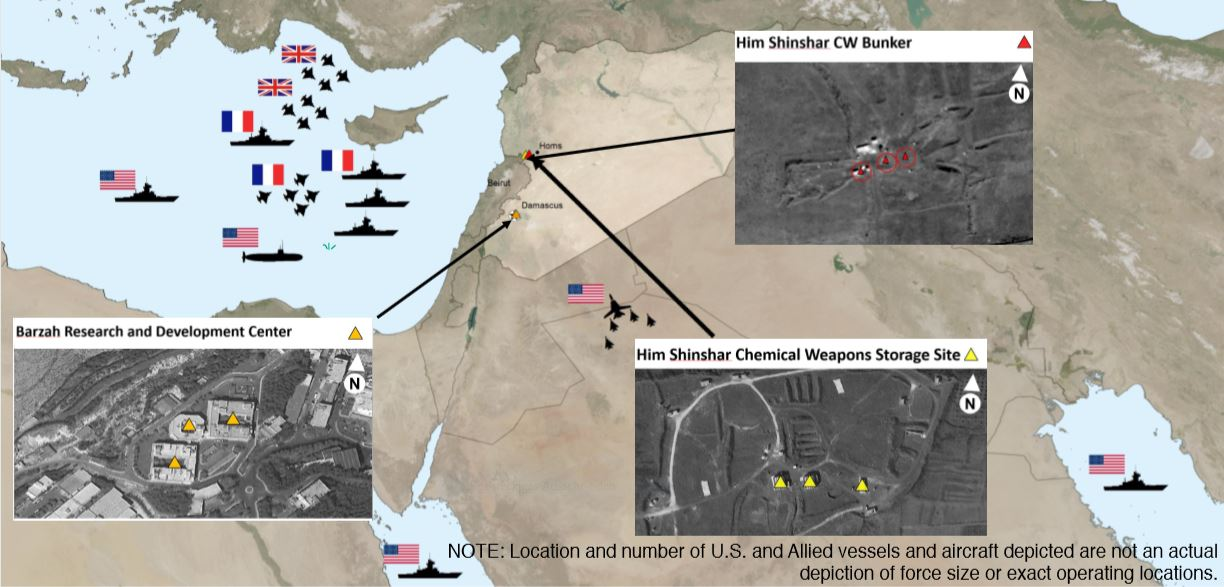
Karte des US-Verteidigungsministeriums zu den Angriffszielen

Beim Luftangriff auf Damaskus und Homs am 14. April 2018 bombardierten die Streitkräfte der Vereinigten Staaten, Frankreichs und des Vereinigten Königreichs syrische Einrichtungen bei Damaskus und Homs als Antwort auf einen mutmaßlichen Chemiewaffen-Angriff des syrischen Regimes auf ein Ziel in Duma.

## Vorgeschichte

### Ghuta 2013
Im Syrischen Bürgerkrieg waren die syrischen Streitkräfte unter dem Oberbefehl von Präsident Baschar al-Assad mehrfach verdächtigt worden, Giftgas als Waffe eingesetzt zu haben. Nach den Giftgasangriffen von Ghuta im August 2013 waren unter Vermittlung Russlands Militäreinsätze der USA gegen die syrische Regierung verhindert worden, weil Präsident al-Assad versprochen hatte, das Chemiewaffenprogramm zu beenden. 1300 Tonnen an Chemiewaffen wurden in der Folge übergeben und unter Aufsicht der Organisation für das Verbot chemischer Waffen (OPCW) zerstört. Syrien wurde aber weiter unter Einschränkungen erlaubt, Chlorgas zu produzieren, das für Plastikherstellung benötigt wird, sich aber in hoher Konzentration auch als Waffe eignet.

### Reaktion auf vermuteten Giftgasangriff vom April 2017
Nach dem Giftgasangriff von Chan Schaichun im April 2017 war eine gemeinsame Lösung im Sicherheitsrat der Vereinten Nationen aufgrund des russischen Vetos gescheitert. Russland erklärte, dass es "keinen Bedarf für eine Untersuchung" gebe. US-Präsident Trump ordnete einen Vergeltungsschlag gegen den syrischen Militärflugplatz an, von dem die Angreifer offenbar gestartet waren. Beim Luftangriff auf den Militärflugplatz asch-Schaʿirat am 7. April 2017 starteten 59 Tomahawk-Marschflugkörper von US-Kriegsschiffen im Mittelmeer.
Die syrische Luftwaffe nutzte das Flugfeld bald nach dem US-Angriff wieder.

### Mutmaßlicher Giftgasangriff vom April 2018
Syrische Truppen begannen zum Jahreswechsel 2017/18, die seit Jahren eingeschlossene Dschihadisten-Enklave von Ost-Ghuta mit Artillerie und Luftangriffen mit russischer Unterstützung sturmreif zu schießen. Die Masse der islamistischen Kämpfer gab im März 2018 auf und ließ sich, samt ihren Familien, nach einer Einigung mit der syrischen Regierung nach Idlib transportieren. Nur einige Kämpfer der Dschaisch al-Islam weigerten sich und igelten sich im Ortsteil Duma ein.
Bei den darauf folgenden Luftangriffen am 7. April 2018 soll nach Angaben der in Großbritannien ansässigen Organisation Syrischer Zivilschutz (Weißhelme) ein Kampfhubschrauber der syrischen Luftwaffe unter anderem einen Behälter mit Chemikalien über dem Ort abgeworfen haben. Nach ihren Angaben habe es mindestens 150 Tote und über 1000 Verletzte gegeben. Die Union des organisations de secours et soins médicaux (UOSSM) berichtete in diesem Zusammenhang von 25 Toten und mehr als 500 Verletzten. An zwei Orten wurden Symptome beschrieben; einmal um 16 Uhr, mit Hinweisen auf Chlorgas und einige hundert Meter entfernt Symptome, welche eher zu Sarin passen würden um 19:30 Uhr.
Das Verteidigungsministerium Russlands beschuldigte offiziell die Streitkräfte des Vereinigten Königreichs der Inszenierung eines Giftgas-Angriffs. Die Angehörigen der Weißhelme hätten nach Einschätzung der Russen unter Druck der britischen Regierung die Bilder des Giftgasangriffs gestellt. Beweise wurden von russischer Seite nicht vorgelegt. Chemiewaffenexperten hielten einen illustrierten russischen Bericht für "unglaubwürdig". Die NZZ wies darauf hin, dass im Falle Chan Schaichun 2017, bei dem laut UNO-Bericht tatsächlich Sarin eingesetzt worden war, Russland ähnlich reagiert habe. Die NZZ kommentierte bei anderer Gelegenheit auch die Widersprüchlichkeit der russischen Aussagen, nach denen russische Einheiten auch deutsche Fässer mit Chlorgas und Container mit giftigen Substanzen aus England gefunden haben wollten, jedoch andererseits gar niemand zu Schaden gekommen sein solle.
Nach der Ankündigung einer militärischen Reaktion durch US-Präsident Trump war ein Angriff auf den syrischen Militärflugplatz T4 am 9. April, der offenbar von israelischen Kampfflugzeugen durchgeführt worden war, von syrischen Staatsmedien irrtümlich den USA zugeschrieben worden.
Bereits ab dem 14. April waren Chemiewaffenexperten der OPCW in Syrien bereit, um den mutmaßlichen Tatort zu untersuchen, wurde aber daran gehindert; noch am 16. April 2018 hätten gemäß OPCW syrische und russische Beamten die Inspektion verzögert, dies unter Verweis auf "ungeklärte Sicherheitsfragen". Eine organisierte Journalisten-Tour der syrischen Regierung war derweil gemäß NZZ auffallend "ohne Sicherheitsbedenken" möglich, auch andere Journalisten wiesen auf diese Ungereimtheit hin. Nach dieser Tour berichtete Pearson Sharp vom US-Kabel-Sender One America News Network (OAN), er habe mit Anwohnern gesprochen und niemand vor Ort habe von dem Vorfall gehört. Ähnlich äußerte sich der britische Journalist Robert Fisk, dem jedoch schon 2016 vorgeworfen worden war, syrische und russische Propaganda zu verbreiten. Ein AP-Journalist sprach mit zwei Augenzeugen, welche von Opfern in der Familie berichteten und von insgesamt 47 Umgekommenen, während ein schwedischer Journalist einen Keller gezeigt bekam, in welchem eine Familie umgekommen war.
Am 20. April hatte die OPCW Zutritt zu einem der zwei Orte erhalten, wobei nicht klar, war, um welchen es sich handelte. Nachdem die Regierung das Gebiet kontrollierte wurde befürchtet, dass bei den zu den Untersuchungen gehörenden Befragungen von Überlebenden nicht offen gesprochen werden könne.
Am 4. Mai beendete die OPCW ihre Proben-Entnahmen. Allenfalls würden zur weiteren Untersuchung Leichen exhumiert und untersucht werden.
Am 6. Juli 2018 wurde ein OPCW-Zwischenbericht veröffentlicht, für den endgültigen Bericht wurde kein Zeitraum bekannt gegeben. Nervengas konnte nicht nachgewiesen werden, jedoch Chlorrückstände, was für den Spiegel den Einsatz von Chlorgas nahelegte ("wurde offenbar Chlorgas eingesetzt"), während die BBC darauf hinwies, dass die Experten die Bedeutung dieser Rückstände noch prüfe, ebenso wie die Behälter. Die BBC wies jedoch auch darauf hin, dass die OPCW in anderen Fällen mit denselben Rückständen in Saraqib und Ltamenah auf den Einsatz von Chlorgas als Waffe geschlossen habe.

### Diplomatische Auseinandersetzungen zwischen den USA und Russland
Nach dem Angriff kam es wieder zu Auseinandersetzungen der UNO-Vetomacht Russland mit den Vetomächten USA und Großbritannien im Sicherheitsrat. Die USA schlugen eine UN-Resolution für eine unabhängige Untersuchung vor Ort vor, die am Ende einen Bericht vorlegen sollte, in der ein Schuldiger benannt wird. Die Russische Föderation legte ihr Veto ein. Botschafter Wassili Nebensja beschuldigte die USA, mit ihrem Resolutionsentwurf nur eine Rechtfertigung für einen Militärschlag schaffen zu wollen. Russland schlug laut US-Botschafterin Nikki Haley eine Untersuchung mit Personal vor, das von UNO-Generalsekretär António Guterres bestimmt werden sollte, verlangte aber, dass deren Ergebnisse Russland vor einer möglichen Veröffentlichung zur Prüfung und Genehmigung vorgelegt werden müssten und es sollte kein Schuldiger benannt werden dürfen. Der russische Vorschlag hatte zu wenige Unterstützer, um überhaupt zur Abstimmung im Rat zugelassen zu werden.
Der amerikanische Präsident kündigte wegen des vermuteten Giftgas-Angriffes einen erneuten Militärschlag gegen Syrien an. Während die Sprecherin des Weißen Hauses Sarah Huckabee Sanders bekanntgab, dass „alle Optionen auf dem Tisch lägen“, schrieb Präsident Donald Trump auf Twitter, dass die Raketen „kommen würden“ und dass sich Russland „bereit machen solle“. Der russische Botschafter im Libanon hatte zuvor öffentlich angegeben, man werde alle US-Raketen abfangen, die russische Streitkräfte in Syrien angreifen würden, und die Raketen-Abschussvorrichtungen angreifen.
Am 10. April 2018 gab die Luftfahrtbehörde Eurocontrol eine Warnung der EASA für das östliche Mittelmeer heraus, in der im Zusammenhang mit zu erwartenden Angriffen vor vorübergehenden Störungen von Funknavigationsystemen in der Region gewarnt wurde.

## Angriff am 14. April 2018
In der Nacht vom 13. auf den 14. April griffen um 4 Uhr Ortszeit US-amerikanische, französische und britische Streitkräfte Ziele in Syrien an. Die gemeinsame Militäroperation wurde sowohl mit schiffs- und U-Boot-gestützten als auch mit flugzeuggestützten Marschflugkörpern durchgeführt.

### Ziele
Ziele des Angriffs waren unter anderem ein Forschungs- und Entwicklungszentrum in Barseh rund 15 Kilometer nördlich der Hauptstadt Damaskus und zwei Anlagen westlich von Homs bei Him Shinshar. Die Zweigstelle des Syrian Scientific and Research Centre (SSRC) in Barseh diente laut syrischen Angaben der Entwicklung und Produktion von Gegengiften gegen Skorpion- und Schlangengift sowie der Kontrolle von Lebensmitteln, Medizin und Spielzeug auf chemische Bestandteile. Bei einer von Assad-Behörden organisierten Besichtigung des Ortes wurde Reportern auch ein Mitarbeiter präsentiert.
Die OPCW hatte das zweigeschossige Gebäude 2016 und 2017 auf chemische Kampfstoffe untersucht und keine Verstöße festgestellt.
In ihrem Bericht 2016 hatte die OPCW festgehalten, warum das SSRC unter Beobachtung steht.

### US-Beteiligung
Die US-Streitkräfte setzten zwei Langstreckenbomber B-1B der 34th Bomb Squadron ein, die 19 Marschflugkörper vom Typ AGM-158A JASSM abfeuerten, unterstützt durch ein Tankflugzeug KC-135. Der US-Kreuzer Monterey feuert vom Roten Meer aus 30 Tomahawk-Marschflugkörper, der Zerstörer Higgens 23 Tomahawk-Marschflugkörper aus dem Persischen Golf und der Zerstörer Laboon sieben Tomahawk-Marschflugkörper ab. Vom Jagd-U-Boot John Warner starteten im östlichen Mittelmeer sechs Tomahawks.

### Französische Beteiligung
Die französische Fregatte Languedoc (D653) feuerte vom Mittelmeer aus drei Marschflugkörper vom Typ Missile de Croisière Naval (MdCN), und die französische Luftwaffe setzte fünf Kampfflugzeuge vom Typ Rafale mit je zwei Marschflugkörpern SCALP EG, fünf Kampfflugzeuge Mirage 2000-5F, zwei AWACS-Luftaufklärer vom Typ E-3F Sentry und sechs Tankflugzeuge vom Typ C-135FR ein.

### Britische Beteiligung
Vier britische Kampfflugzeuge vom Typ Tornado GR.4 vom Luftwaffenstützpunkt Akrotiri auf Zypern, unterstützt von vier Eurofighter Typhoon, feuerten insgesamt acht Storm-Shadow-Marschflugkörper ab.

### Syrische Verteidigung
Syrische Stellen gaben den Abschuss von 13 anfliegenden Raketen bei Damaskus in al-Kiswa bekannt. Nach Angaben des russischen Generalstabs wurden 71 von 103 Marschflugkörpern von der syrischen Luftabwehr abgefangen.
Die syrische staatliche Nachrichtenagentur SANA sowie der russische Generaloberst Sergei Rudskoi und Befehlshaber der russischen Streitkräfte in Syrien gaben an, die syrischen Flugabwehrsysteme aus russischer Produktion vom Typ 96K6 Panzir (NATO-Codename: SA-22), 9K37 Buk (SA-11), 2K12 „Kwadrat“ (SA-6), S-200 (SA-5) und S-125 Newa (SA-3) hätten mehrere Marschflugkörper abgefangen und zerstört. Das US-Verteidigungsministerium dementierte die Behauptungen von Abschüssen durch die syrische Luftabwehr.

## Reaktionen

### Syrien
Syrien prangerte in einer ersten Reaktion den Militärschlag als „barbarische und brutale Aggression“ an. Die staatliche syrische Nachrichtenagentur SANA zitierte eine Quelle im Außenministerium in Damaskus, die dem Westen vorwarf, mit den Angriffen die für Samstag geplante Untersuchungsmission der Organisation für das Verbot chemischer Waffen zu verhindern. Auf diese Weise wolle der Westen „seine Lügen“ hinsichtlich eines angeblichen Chemiewaffenangriffs in der Stadt Duma kaschieren.

### Russland
Präsident Wladimir Putin forderte eine Sondersitzung des Sicherheitsrats. Der Luftangriff sei ein Akt der Aggression, der die humanitäre Katastrophe in dem Land verschlimmern werde, so Putin. Anatoli Antonow, russischer Botschafter in Washington, drohte mit Konsequenzen, laut der russischen Nachrichtenagentur TASS. Wie diese aussehen könnten, blieb zunächst unklar. Es sei jedenfalls „inakzeptabel und unzulässig“, den russischen Präsidenten Wladimir Putin zu beleidigen, so Antonow.

### Vereinigtes Königreich
Die britische Premierministerin Theresa May stellte am Morgen des Angriffs fest, dass es nicht um eine Einmischung in den Bürgerkrieg selbst gegangen sei und dass man nicht versucht habe, einen Regimewechsel herbeizuführen. Ziel der Aktion sei es, das Verhaltensmuster der syrischen Regierung zu stoppen. Nicht nur müssten unschuldige Menschen in Syrien vor einem grausamen Tod bewahrt werden, sondern man müsse auch die internationalen Normen zum Verbot von Chemiewaffeneinsätzen aufrechterhalten.

### China
Die Volksrepublik China kritisierte die westlichen Luftangriffe in Syrien als Verstoß gegen internationales Recht. „Wir lehnen den Einsatz von Gewalt in den internationalen Beziehungen stets ab und setzen uns dafür ein, die Souveränität, Unabhängigkeit und territoriale Integrität aller Länder zu respektieren“, erklärte die Außenamtssprecherin Hua Chunying. Das chinesische Außenministerium sprach sich „grundsätzlich gegen Gewaltanwendung zur internationalen Konfliktbeilegung“ aus und fordert eine „umfassende, faire und sachliche Untersuchung“ über einen möglichen C-Waffeneinsatz.

### Deutschland
Bundeskanzlerin Angela Merkel (CDU) befürwortete den Militärschlag gegen Syrien: „Der Militäreinsatz war erforderlich und angemessen, um die Wirksamkeit der internationalen Ächtung des Chemiewaffeneinsatzes zu wahren und das syrische Regime vor weiteren Verstößen zu warnen. […] Wir unterstützen es, dass unsere amerikanischen, britischen und französischen Verbündeten als ständige Mitglieder des UN-Sicherheitsrats in dieser Weise Verantwortung übernommen haben.“ Bundesaußenminister Heiko Maas (SPD) nannte den Militärschlag einen „begrenzte[n] Angriff“ und „ein angemessenes und erforderliches Signal“. Maas erklärte: „Der politische Prozess braucht einen neuen Schub und den Willen aller Beteiligten jetzt zu Lösungen zu kommen“. Nur dies könne den Weg dafür ebnen, dass die Menschen in dem Bürgerkriegsland eine neue Zukunft in Sicherheit und ohne Krieg finden könnten. Eine militärische Beteiligung Deutschlands schloss die Bundeskanzlerin im Vorfeld aus, Außenminister Maaß teilte diese Position. Der FDP-Politiker Lambsdorff forderte eine deutsche Beteiligung, wenn auch nicht durch das Fliegen von Angriffen.
In einem von der Linksfraktion in Auftrag gegebenen Gutachten des wissenschaftlichen Dienstes des Deutschen Bundestages wurden diese Luftangriffe in Syrien als völkerrechtswidrig eingestuft.

### Österreich
Bundeskanzler Sebastian Kurz (ÖVP) äußerte „Verständnis für diese begrenzte militärische Aktion mit dem Ziel, weitere Kriegsverbrechen mit Chemiewaffen in Syrien zu verhindern“.
Außenministerin Karin Kneissl drückte in Abstimmung mit Bundespräsident, Bundeskanzler und Vizekanzler die „schwere Besorgnis Österreichs“ über die Entwicklungen in Syrien aus. „Wir sind über die aktuellen Entwicklungen in Syrien zutiefst besorgt. Die Verantwortung tragen jene, die – zum wiederholten Mal – Chemiewaffen gegen die Zivilbevölkerung Syriens eingesetzt haben. Österreich verurteilt dieses verbrecherische Vorgehen auf das Schärfste.“

### Schweiz
Bundesrat Ignazio Cassis (FDP), Vorsteher des Departements für auswärtige Angelegenheiten, rief alle involvierten Parteien zur Deeskalation auf. Man müsse „diesbezüglich etwas aufpassen: Es wurden schon Kriege begonnen aufgrund von falschen Informationen. Denken Sie an die mutmasslichen Atomwaffen im Irak, die es nie gab. Unsere Haltung ist geprägt durch ein seriöses, korrektes Vorgehen. Selbstverständlich verurteilt auch die Schweiz jeden Einsatz von chemischen Kampfstoffen. Aber wir singen nicht einfach mit im Chor der Empörten.“
Bundesrat Guy Parmelin (SVP), der Vorsteher des Verteidigungsdepartements, forderte, dass alle Seiten ihre völkerrechtlichen Verpflichtungen einhalten. Die Untersuchungsergebnisse der Expertenmission in Syrien „hätte man abwarten können.“